# Celjei vár
A celjei vár (szlovén nyelven Celjski grad vagy Celjski zgornji grad (Celjei felsővár) helyenként Stari grad Celje (Celjei óvár)) Szlovénia egyik legjelentősebb középkori vára, a Cillei grófok székhelye. A Celje városa melletti háromszög alakú fennsíkján található, a hely lábánál találkoznak a Savinja és a Voglajna folyók.

## Története
Első írásos említése 1322-ből származik: purch Cylie, később vest Cili (1341), castrum Cilie (1451), gsloss Obercili (1468) neveken jelent meg az okiratokban. Az Obercili, azaz „Felső Celje” név csak a celjei grófok családjának kihalása után jelent meg.
Az ásatások tanúsága szerint az eredeti román stílusú várépületet a 13. század első felében a karintiai Haimburg (Heunburg) grófjai építtethették. 1333-ban került Sanneck urainak birtokába, akik 1341-től megkapták a celjei grófi címet. Az első cillei gróf, Frigyes építtette ki az erődítményt korszerű főúri rezidenciává. Később az ő nevét kapta a vár akkoriban épült hatalmas keleti tornya (Frigyes-torony, Friderikov stolp). 1348-ban egy földrengés rongálta meg az egyik sziklarészt a rajta lévő román stílusú épülettel együtt.
1400 körül négyszintes öregtornyot építtettek. A várudvar másik, keleti oldalán lévő háromszintes lakótornyot, az addig szabadon álló Frigyes-tornyot körülvették a vár külső falaival. A fő lakóépület, palota a várnyugati oldalán állott. A déli oldalon még egy torony volt, amit András-toronynak neveztek a földszintjén található Szent András-kápolna után.
A nehezen megközelíthető hegyi erődítmény a középkorban bevehetetlennek számított. Kényelmetlensége miatt azonban a celjei grófok hamarosan a városba, az alsóvárnak nevezett épületegyüttesbe költöztek, a felső várban csak a katonaság maradt.
A Cillei-család kihalása után a várat a Habsburgok örökölték és birodalmi intézőket neveztek ki az élére. A 16. században a várat felújították, falait megemelték. Az új szakaszok reneszánsz jellegű, a kor olasz várépítészetének megfelelő kiegészítőket kaptak. A vár ekkoriban az egész Keleti-Alpok legfontosabb vára volt mintegy 5500 m² alapterülettel. Építészeti megoldásai példaként szolgáltak számos más környékbeli vár számára is.
A vár azonban hamarosan elvesztette hadászati jelentőségét és fenntartását elhanyagolták. A 17. század végén már nem volt tető a Frigyes-tornyon. A birodalmi várak 1681-es listáján Celje már nem is szerepelt. A városi alsóvár 1748-as felújításához a felső vár tetőcserepeit használták fel. A Gaisruck grófi családnak a közeli Novo Celjében épült barokk kastélyához is sok szép követ hordtak el innen a 18. század közepén. A vár lakhatatlanná vált, az utolsó lakosai 1795-ben hagyták el.

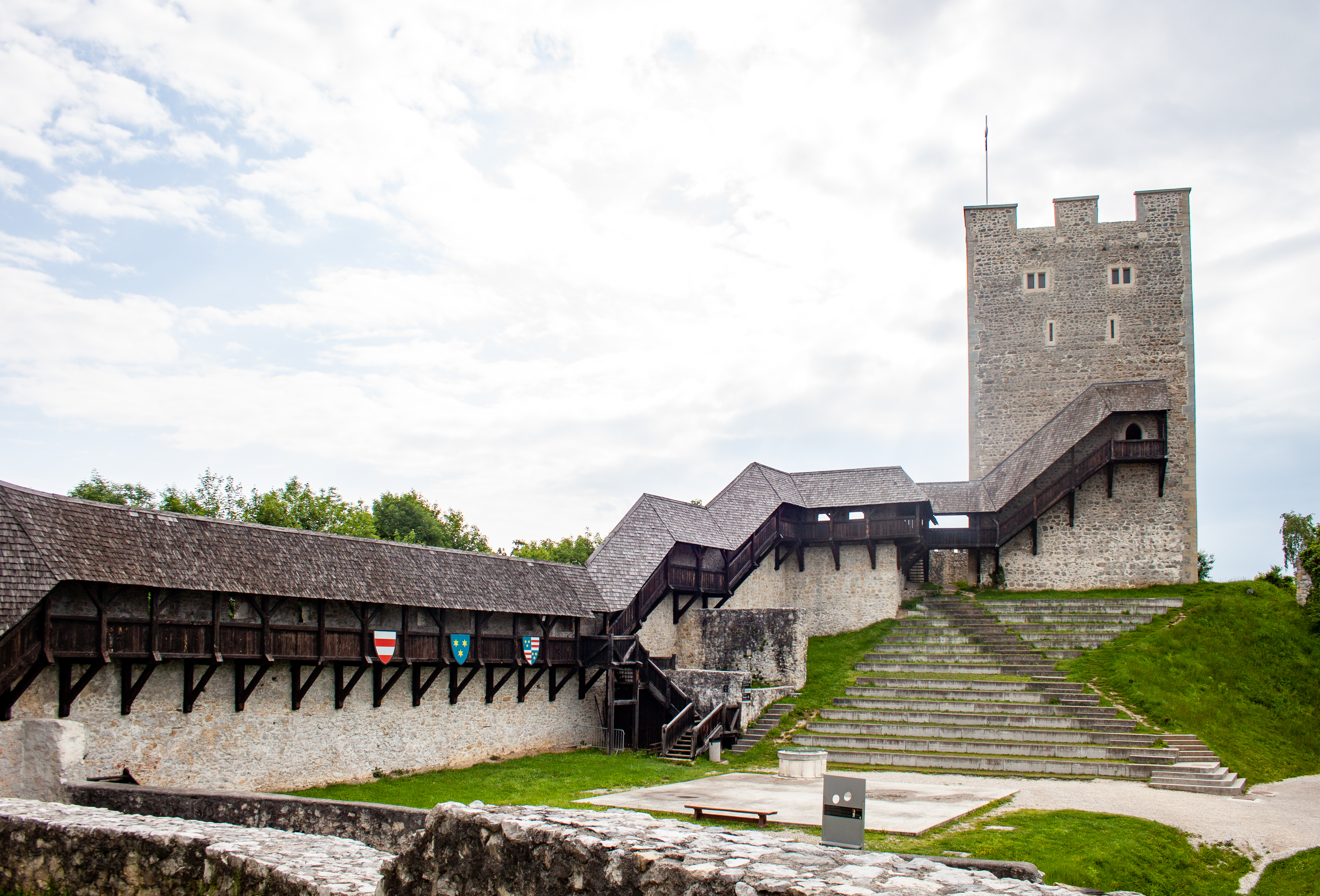
A rekonstruált Frigyes-torony
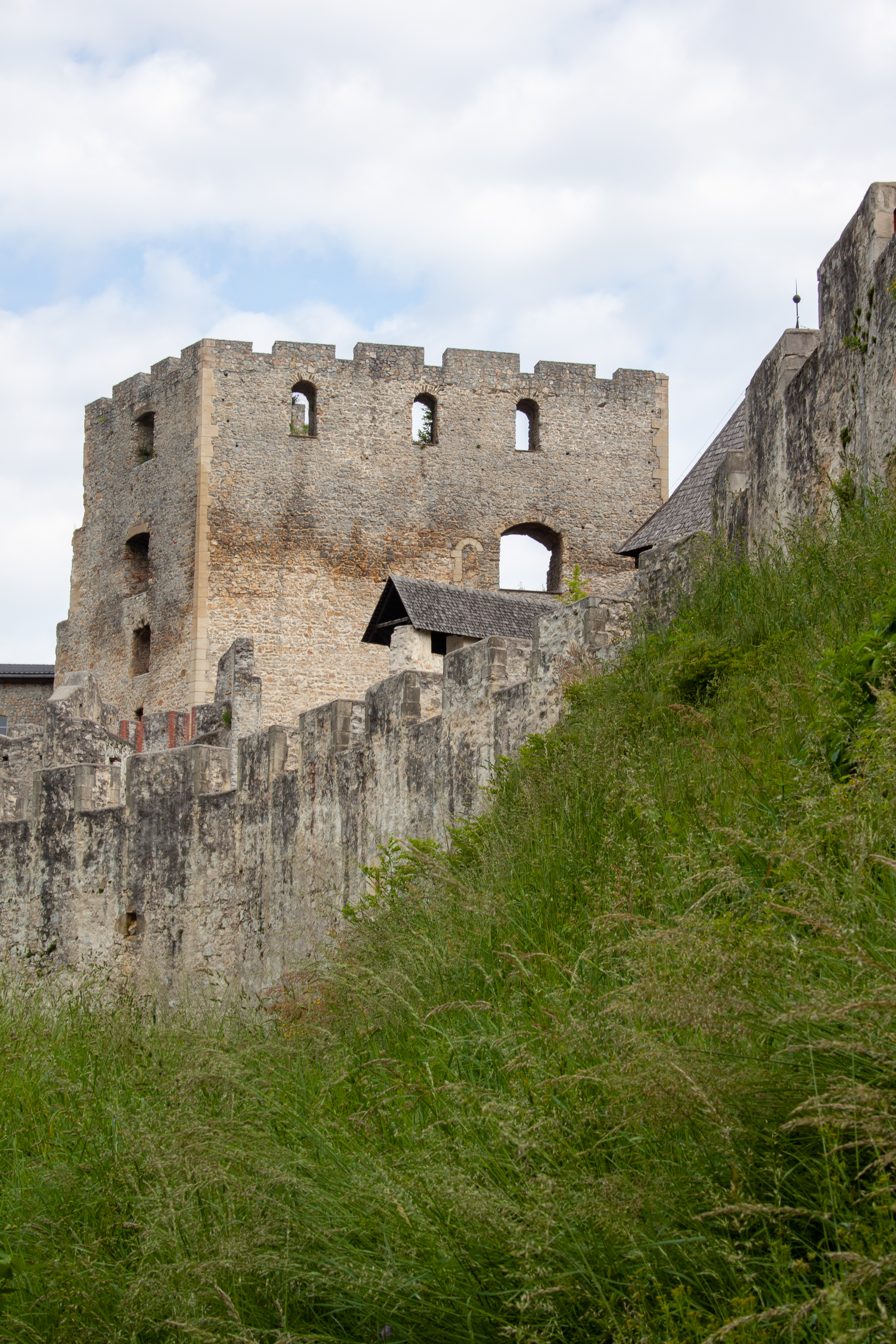
Várrészlet
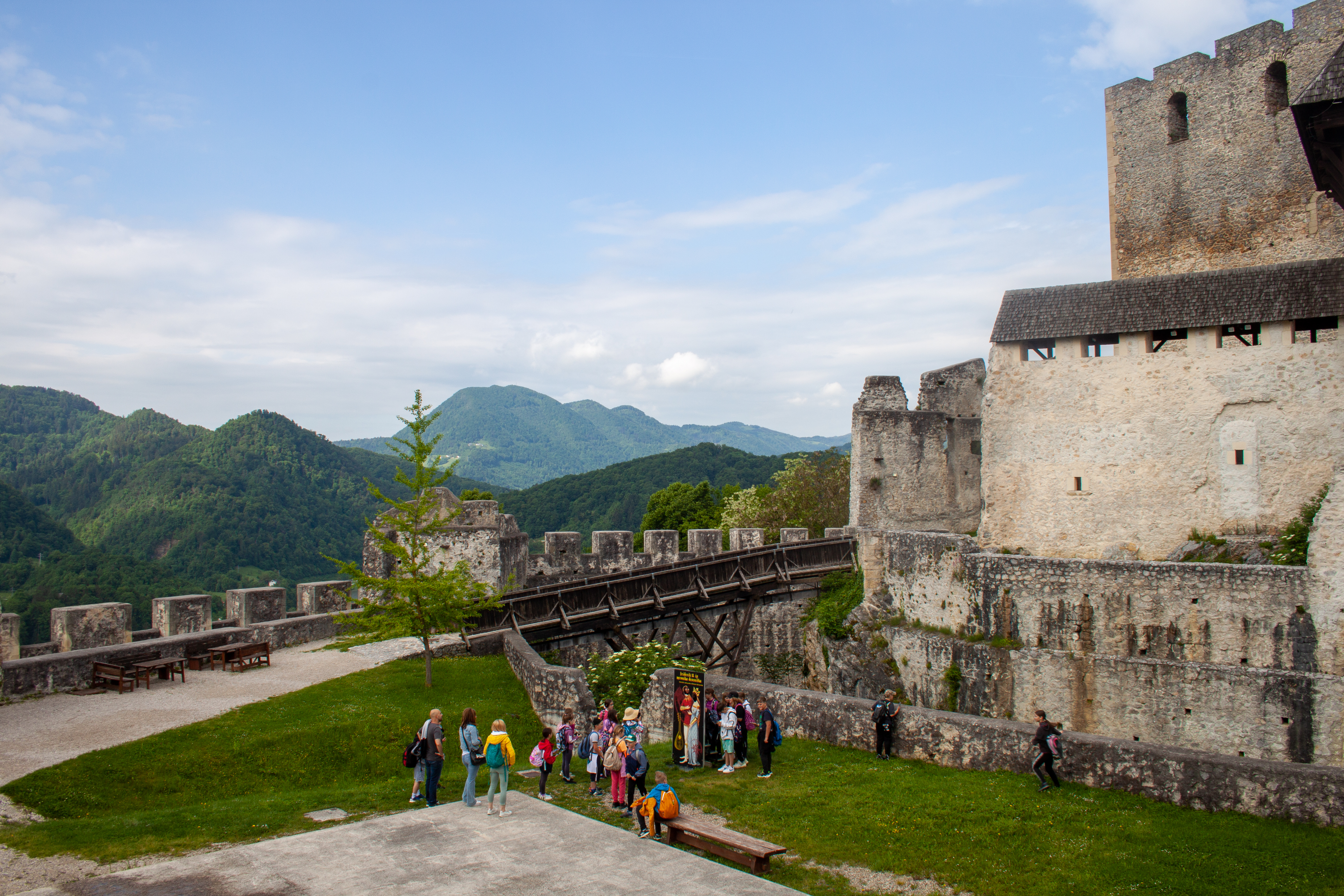
A várudvar a hegyek felé
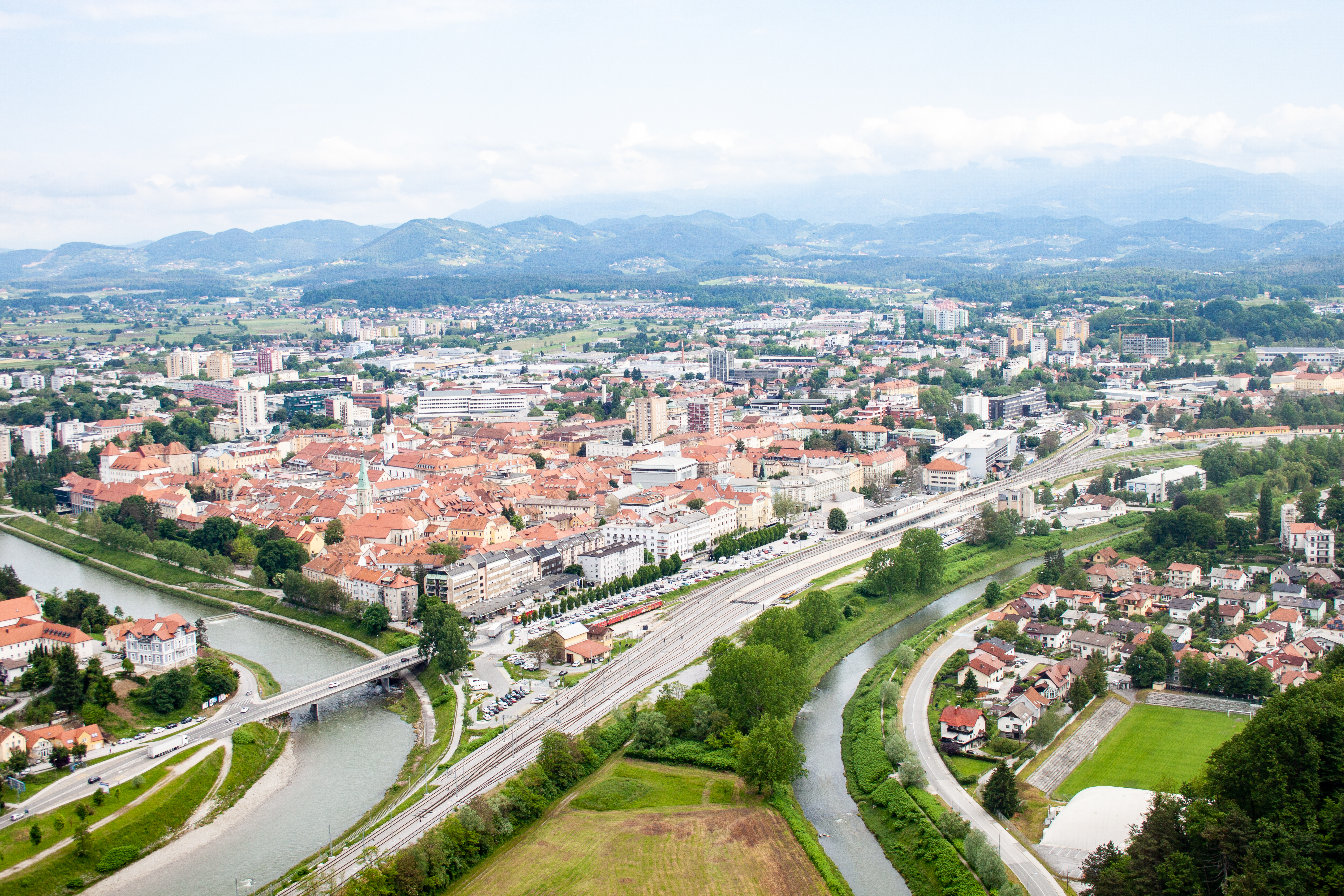
Kilátás a várból

## 19. és 20. század
1803-ban Andrej Gorišek helyi gazdálkodó megvásárolta a romot és kőbányának kezdte használni. 1871-ben kezdett érdeklődni a Szépítő Társaság nevű helyi civil szervezet a romok iránt. 1882-ben a Celjei Múzeum Társaság erőfeszítéseket tett a vár helyreállítására. A Jugoszláv Királyság idején a maribori hatóságok a város önkormányzatára hagyták a romokat. Annak megőrzéséért annak idején sokat tett az önkormányzat. A második világháború idején a romokat elhagyták. A háború után a Szépítő Egyesület folytatta a felújítást. Az elhordott kövek pótlására a Frederik-torony sarkaiba cementtömböket helyeztek el. A vár bejárata előtt parkolót is kialakítottak.

## 21. század
A celjei vár hosszan tartó felújítási munkái a 2010-es évek elejére lezárultak. Nyaranta gazdag programokkal, várjátékokkal várja a látogatókat. Jelentős kulturális és sporteseményeket is rendeznek a történelmi színfalak között. Ma a kastély Szlovénia egyik leglátogatottabb turisztikai célpontja, évente mintegy 60 000 látogatóval. A többféle gazdag kiállítás között például középkori kínzókamra bemutatása is szerepel. A felújított részekben modern rendezvénytermeket is kialakítottak, nagyszerű kilátással a városra.

## Fordítás
- Ez a szócikk részben vagy egészben  a   Celjski grad című szlovén Wikipédia-szócikk ezen változatának fordításán alapul.  Az eredeti cikk szerkesztőit annak laptörténete sorolja fel. Ez a jelzés csupán a megfogalmazás eredetét és a szerzői jogokat jelzi, nem szolgál a cikkben szereplő információk forrásmegjelöléseként.